# Hovby kyrka
Hovby kyrka är en kyrkobyggnad som tillhör Sävare församling (tidigare Hovby församling) i Skara stift. Den ligger i Lidköpings kommun.

## Kyrkobyggnaden
Kyrkan har medeltida ursprung men blivit kraftigt ombyggd vid flera tillfällen. Byggnaden består av ett rektangulärt långhus med en tresidig avslutning i öster. Ett trätorn är tillbyggt i väster och sakristia av trä norr om långhuset. Innertaket har målats dekorativt vid 1700-talets mitt. Predikstol och altarprydnader från 1600-talet.
Om den ursprungliga kyrkobyggnaden är mindre känt. Den uppfördes någon gång på 1100-talet i romansk stil. Det västra partiet med delar av långhuset ingår i dagens byggnad. Den medeltida dopfunten är ännu i behåll i kyrkan. En rundbågig huvudportal är också bevarad från den första kyrkobyggnaden. Korpartiets ursprungliga utseende förblir okänt då detta blivit ombyggt i ett tidigt skede. 
På 1600-talet var anläggningen ombyggd till en gotisk salkyrka. Koret hade någon gång utbyggts till samma bredd som långhuset och båda under samma sadeltak. På södra sidan framför huvudportalen var ett vapenhus tillbyggt. Den stod nära den västra gaveln och var byggd i liggande timmer. I väster var ett trätorn med högt spetsigt tak. Fönstren i kyrkan tycks ännu på 1600-talet utgjorts av de små medeltida. Byggnaden beskrivs på 1660-talet enligt följande: Hoby ähr annexa till Härenne, fordom en välbygd täljstens kyrkia, men nu så sundersprucken af den lösa vall och folcketz oförmögenheet, att många stöd innan och uthan den sammanhålla. Dher är intet hvalf, uthan brädes paneel. Elliest är kyrkian rumrijk, uthan någon afsettning, lijka vid fram och baak; vestra tornet är af trää, med resning, spent, och väggar af bräden; en klocka omgjuten 6 åhr sedan. Dher fins en graf vid vapenhus dörn, medh 2 stenkors medh skiön huggning vid hufvudet och fötterne. Nu på många åhr hafva här inga lijk begrafvitz, efter dhet så sankt är.